# Шотаи
Шотаи (昌泰) је јапанска ера (ненко) која је наступила после Канпјо и пре Енги ере. Временски је трајала од априла 898. до јула 901. године и припадала је Хејан периоду. Владајући монарх био је цар Даиго.

## Важнији догађаји Шотаи ере
- 7. децембар 899. (Шотаи 2, први дан једанаестог месеца): Сунце је ушло у доба зимске краткодневнице и сви царски званичници представили су се новом цару Даигу.[3]
- 6. фебруар 900. (Шотаи 3, трећи дан првог месеца): Даиго посећује свог оца у месту које је Уда одабрао да живи након абдикације.[4]
- 900. (Шотаи 3, десети месец): Бивши цар Уда путује за планину Која (данас префектура Вакајама), јужно од Осаке где посећује будистичке храмове.[5]